# Městské komorní divadlo
Městské komorní divadlo či Komorní divadlo byla divadelní instituce v Praze působící mezi lety 1929 až 1976 v sálu hotelu Central. Vzniklo jako pobočná scéna Městských divadel pražských. Významným obdobím bylo pak působení režiséra a v letech 1959 až 1968 uměleckého šéfa Oty Ornesta. Během tzv. normalizace bylo divadlo roku 1976 uzavřeno: oficiálně z technických důvodů, jednalo se však o nepřímý politický krok komunistického režimu v Československu.

## Historie

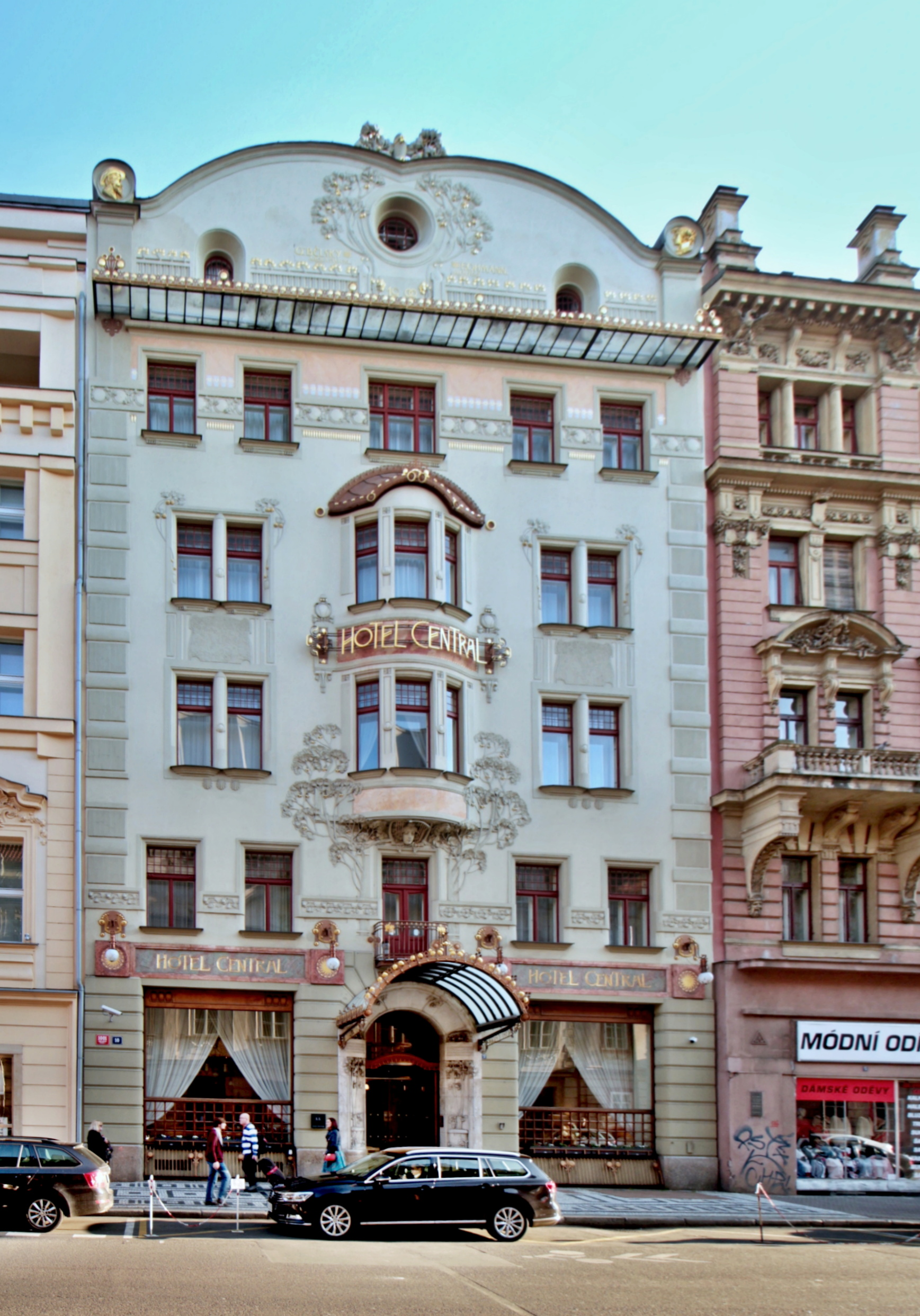
Budova hotelu Central v Hybernské ulici

### Vznik
Divadlo vzniklo roku 1929 v prostorách sálu luxusního secesního hotelu Central v Hybernské ulici na pražském Novém Městě, naproti Masarykovu nádraží. V sále předtím v 1918–1921 působil populární kabaret Červená sedma, vedený Jiřím Červeným a Eduardem Bassem. Roku 1924 byl divadelní sál přestavěn na kino, k další, rozsáhlejší, rekonstrukci potom došlo po koupi hotelu Nemocenskou pokladnou veřejných zaměstnanců, která původní účel stavby změnila na kancelářskou budovu. V roce 1929 pak proběhla rozsáhlá přestavba budovy i sálu podle návrhu architekta (a příležitostného dramatika) Petra Kropáčka. Sál, který při přestavě ztratil svůj secesní ráz, byl pak v plánech vyhotoven tak, aby vyhověl jak potřebám kinosálu, tak jako zde nově vniknuvšímu souboru Městského komorního divadla. Jeho kapacita byla pak přes 600 míst.

### První republika a Protektorát Čechy a Morava
Nově vzniklé Městské komorní divadlo (spíše však zkráceně nazýváno jen Komorní divadlo) se tak stalo druhou scénou nově vzniklých Městských divadel pražských (MDP), po původním městském Divadle na Vinohradech. Zdejší repertoár obsahoval především méně náročné žánry: komedie, romantická a komorní dramata či hudební produkce.
Provoz divadla pokračoval i po německé okupaci Čech, Moravy a Slezska a následném osvobození Československa roku 1945.

### Éra Oty Ornesta

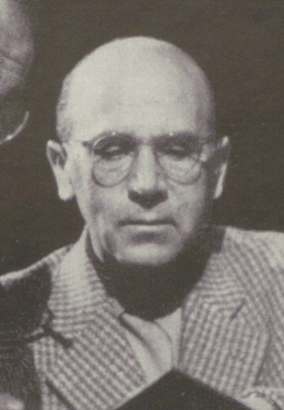
Ota Ornest v roce 1960

V období působení Oty Ornesta jakožto ředitele MDP (od 1. září 1950) potom Komorní divadlo dosáhlo svého největšího věhlasu. V letech 1959 až 1968 byl pak ornest uměleckým šéfem Komorního divadla. Pod režijním vedením jeho a jeho kolegů, mj. Miroslava Macháčka, Václava Hudečka, Alfréda Radoka a Karla Svobody, zde vznikaly především inscenace, které dávaly divákům zábavu i poučení a svým charakterem se přitom odlišovaly od tehdejších divadelních děl československého socialistického realismu. Objevoval se zde klasický repertoár i moderní západní dramatika.

### Normalizace a zánik
V únoru 1972, v období normalizace, byl Ornest z politických důvodů odvolán z funkce ředitele Městských divadel pražských, mohl zde však působit jako režisér do doby svého plánovaného penzionování v roce 1977. Nahradil jej Lubomír Poživil (bývalý ředitel Divadla pracujících v Mostě v letech 1952–1972), který se snažil v nelehkých podmínkách udržovat dobrou tradici divadla, které tehdy působilo na scénách.
Svou činnost ukončilo Komorní divadlo v roce 1976 pod záminkou špatné technické situace a nutné rekonstrukce budovy. Pravděpodobněji došlo k zániku Komorního divadla ale z politických důvodů, neboť s divadlem byli spojováni lidé nepohodlní pro tehdejší politický režim. Například Ota Ornest byl v roce 1977 zatčen a při závěrečném přelíčení ve dnech 17.–18. října 1977 u Městského soudu v Praze odsouzen v procesu vedeném s Václavem Havlem, Františkem Pavlíčkem a Jiřím Ledererem na tři a půl roku nepodmíněně za trestný čin podvracení republiky za to, že napomáhal dovozu literárních děl zakázaných autorů do zahraničí. Z vězení byl propuštěn až po veřejném pokání v Československé televizi v dubnu 1978.
V roce 2004 byl v budově hotelu Central obnoven hotelový provoz.

## Uvedené inscenace (výběr)
- 1953 William Shakespeare: Večer tříkrálový, režie Karel Svoboda a J. Fišer, 137 repríz (hráno také ve Valdštejnské zahradě)
- 1954 Fráňa Šrámek: Měsíc nad řekou, režie Václav Vydra ml., 51 repríz
- 1954 A. P. Čechov: Ivanov, režie Bedřich Vrbský, 44 repríz
- 1955 G. B. Shaw: Pygmalion, režie Ota Ornest, 250 repríz
- 1957 Oscar Wilde: Bezvýznamná žena, režie Karel Dostal, 182 repríz
- 1957 N. R. Nash: Obchodník s deštěm, režie Rudolf Hrušínský, 183 repríz
- 1958 E. M. Remarque: Poslední dějství, režie Ota Ornest, 64 repríz
- 1959 Michail Bulgakov: Útěk, režie Miroslav Macháček, 23 repríz
- 1963 N. V. Gogol: Ženitba, režie Alfréd Radok, 78 repríz
- 1964 Romain Rolland: Hra o lásce a smrti, režie Alfréd Radok, 252 repríz
- 1965 Friedrich Dürrenmatt: Romulus Veliký, režie Václav Hudeček, 70 repríz
- 1968 Jean-Paul Sartre: Mouchy, režie Ladislav Vymětal, 56 repríz
- 1970 Friedrich Dürrenmatt: Play Strindberg, režie Ivan Weiss, 97 repríz
- 1972 William Shakespeare: Král Richard II., režie Ota Ornest, 96 repríz
- 1972 Maxim Gorkij: Poslední, režie Ladislav Vymětal, 33 repríz